# Comuna Starîi Zahoriv, Lokaci
Starîi Zahoriv (în ucraineană Старий Загорів) este o comună în raionul Lokaci, regiunea Volînia, Ucraina, formată din satele Horiv, Novîi Zahoriv și Starîi Zahoriv (reședința).

## Demografie
Componența lingvistică a satului Starîi Zahoriv
     Ucraineană (99,75%)
     Alte limbi (0,25%)
Conform recensământului din 2001, majoritatea populației satului Starîi Zahoriv era vorbitoare de ucraineană (99,75%), existând în minoritate și vorbitori de alte limbi.